# Nouvelles Questions féministes
Nouvelles Questions féministes o NQF, en español Nuevas Preguntas Feministas, es una revista francófona internacional creada en 1981 que tiene por objetivo desarrollar las reflexiones teóricas y políticas que surgen de los movimientos y las acciones feministas. 

## Fundación
Iniciada en 1981 por un grupo de mujeres feministas presididas por Simone de Beauvoir (y constituido por Christine Delphy, Claude Hennequin y Emmanuèle de Lesseps), la revista NQF es la continuación de la revista Cuestiones feministas fundada en 1977.
De 1986 a 1995 la revista está dirigida por Michel Andrée sustituyendo a Simone de Beauvoir.
Desde 2001, la revista tiene un comité de redacción franco-suizo dirigido por Patricia Roux de la Universidad de Lausana y Christine Delphy. Forman parte del comité "más de 40 mujeres y pretende ser un espacio de encuentro de experiencias múltiples por la procedencia multidisciplinar de sus miembros (antropología, derecho, geografía, historia, lingüística, literatura, filosofía, ciencia política, sociología), por su componente intergeneracional, por la diversidad de las formas de compromiso de sus miembros".

## Ideología
La revista se define como parte de una perspectiva feminista "antiesencialista, materialista y radical", elaborada en los movimientos de liberación de las mujeres de la década de 1970. El antiesencialismo implica negarse a explicar la subordinación de las mujeres a los hombres y su discriminación por parte de las mujeres. naturaleza y biología. El materialismo implica pensar en "mujeres" y "hombres" como categorías sociales producidas por y en las relaciones de poder organizadas en un sistema: el género o el sistema patriarcal. Finalmente, el feminismo radical es tanto un proyecto concreto como una utopía que pretende abolir este sistema y no reformarlo.
NQF trabaja para deconstruir la diferencia de los sexos que estructura el conjunto de la organización social y legitima el orden patriarcal y heteronormativo en todas partes del mundo y en diversas formas. Como tal, la revista distribuye artículos y testimonios de las sociedades occidentales, pero también pone gran énfasis en los análisis feministas y las luchas en otras sociedades. La opresión experimentada por las mujeres es múltiple, la publicación también se interesa en los estudios que vinculan el género con otros sistemas de poder que construyen categorías tales como clase, raza, nacionalidad o sexualidad.